# ペニョン・デ・アルセマス
ペニョン・デ・アルセマス、ペニョンデアルセマス（Peñón de Alhucemas）は、地中海西部にあるスペイン領の小島。モロッコの都市アル・ホセイマの湾の沖合300mに浮かび、最も近いスペイン領は84km離れたメリリャである。近くにある2つの無人島、ティエラ島、マル島とともにアルセマス諸島の名称がついている。また、セウタ、メリリャの2つの自治都市、チャファリナス諸島、ペニョン・デ・ベレス・デ・ラ・ゴメラと共にプラサス・デ・ソベラニアを構成する。

## 地理
島は最長で170m、幅86mで、面積はわずか1.5ヘクタールしかない。標高最高地点は北側の27mである。島の周囲は480mで、大半が切り立った崖に囲まれている。島内には様々な時代の建物、元の要塞や兵舎が残る。教会、灯台、数軒の民家、港、商店もある。船の定期便がスペイン本土からやってくる。この島は、セウタ、メリリャ、イベリア半島とを結ぶ海底ケーブルの中継地点である。スペイン陸軍の第32砲兵連隊が駐留している。ペニョン・デ・アルセマスに隣接する小島ラ・プルペラは橋でつながっており、かつては墓地であった。

## 歴史

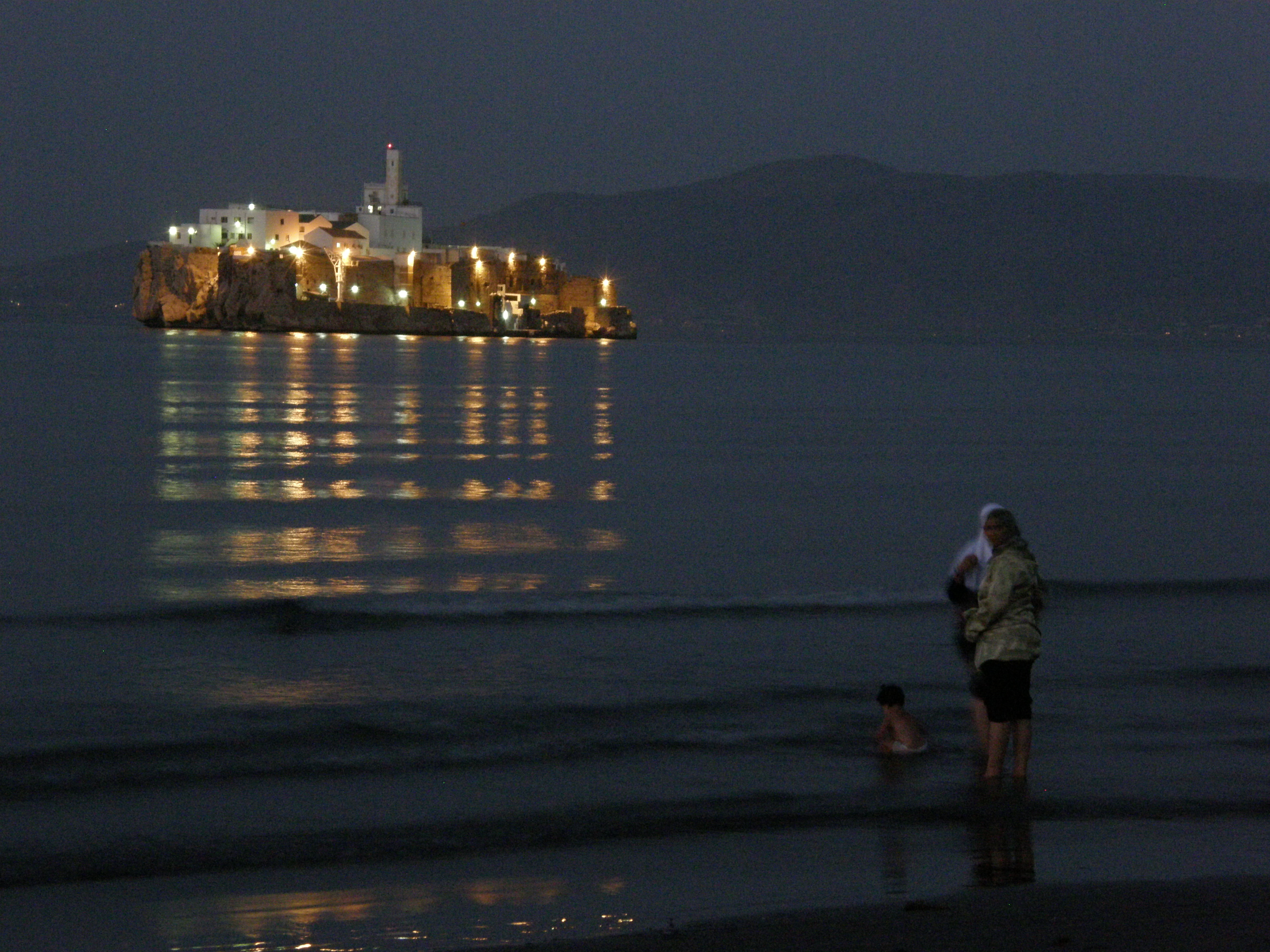
夜のペニョン・デ・アルセマス

ペニョン・デ・アルセマスは、1560年にサアド朝スルタン、ムーレイ・アブダッラー（アブドゥッラー・アル＝ガリブ）によってバルバリア海賊防衛のためスペイン王国へ割譲された。カルロス2世時代はカビル人との貿易が盛んに行われたが、その後は政治犯を含む犯罪者の流刑地となった。1902年、フランスがペニョン・デ・アルセマスのスペイン主権を承認した。リーフ戦争さなかの1921年にはアブド・エル・クリムが島を襲った。1922年にはカビル人勢力が島沖で蒸気船を沈めた。モロッコ戦争さなかの1925年にはスペイン海軍のアル＝ホセイマ上陸の前線基地となった。